# 卡羅尼河

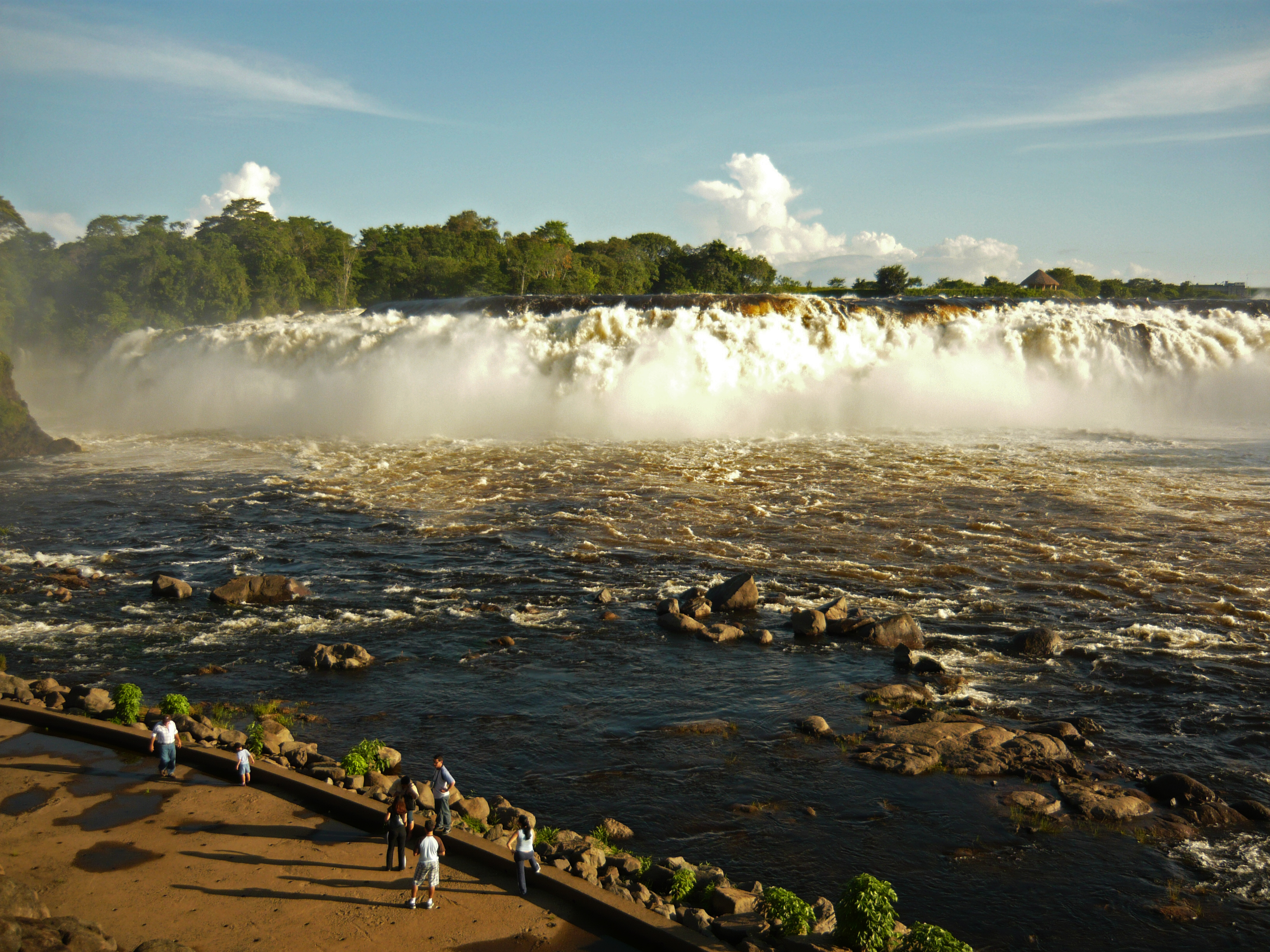
卡羅尼河

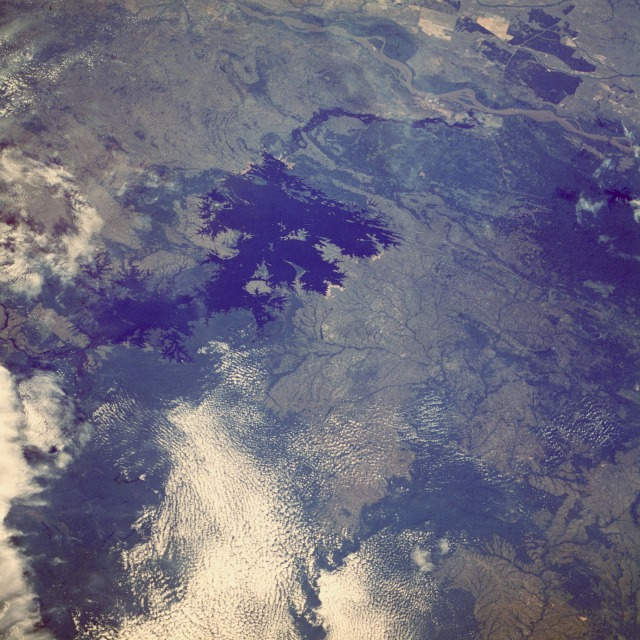
卡羅尼河衛星圖

卡羅尼河（西班牙語：Río Caroní）是委內瑞拉的河流，位於該國南部，玻利瓦爾州，屬於奧里諾科河的右支流，河道全長952公里，流域面積95,000平方公里，平均流量每秒4,850立方米。